# Józef Oleksy

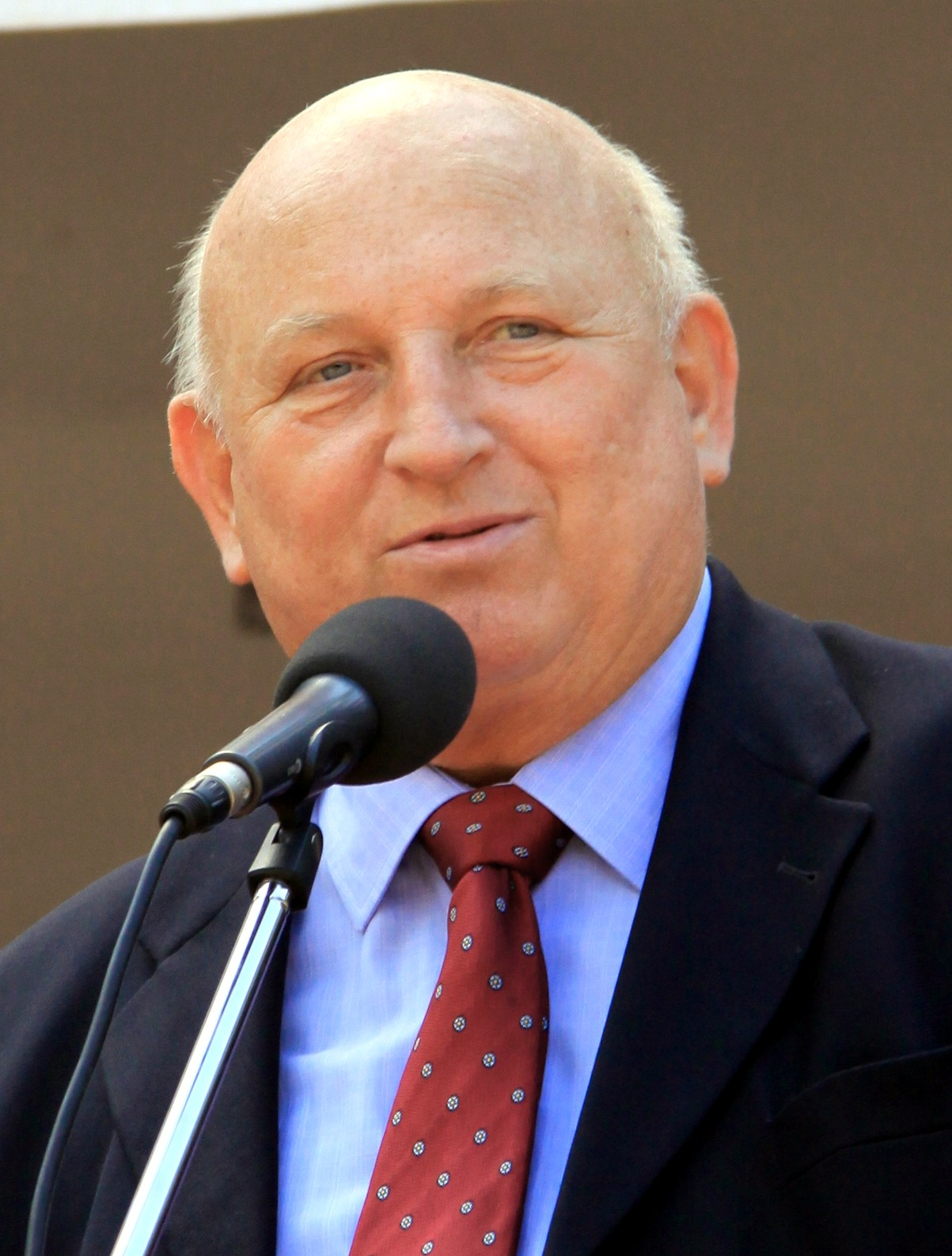
Józef Oleksy (2009)

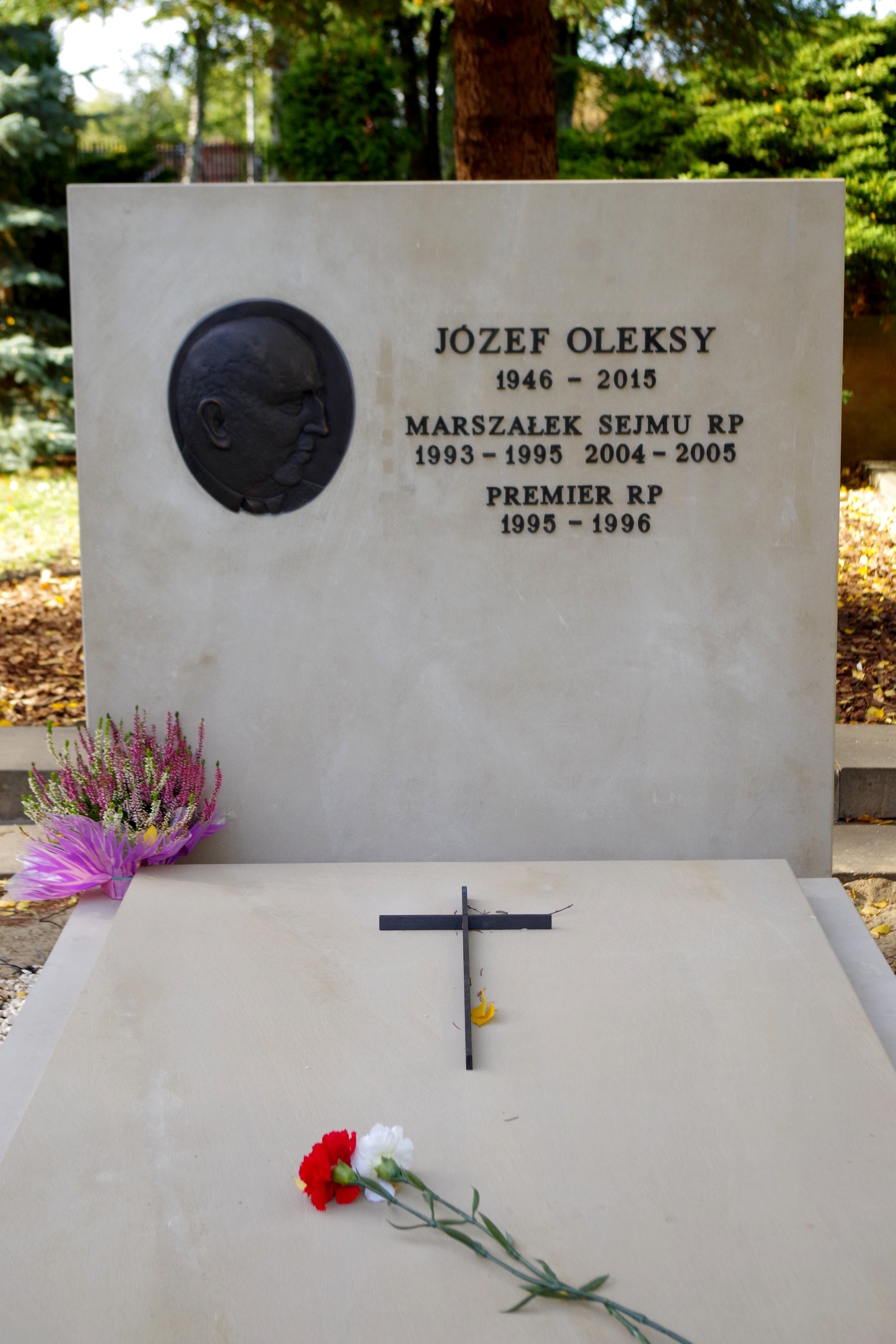
Grab von Józef Oleksy (2015)

Józef Oleksy (* 22. Juni 1946 in Nowy Sącz; † 9. Januar 2015 in Warschau) war ein polnischer Politiker (SLD) und von 1995 bis 1996 Ministerpräsident der Republik Polen. Er gehörte dem Sejm in der X. Wahlperiode der Volksrepublik und der I., II., III. und IV. Wahlperiode der Dritten Republik an. Von 1993 bis 1995 und 2004/05 war er Sejmmarschall.

## Leben
Oleksy studierte an der Hochschule für Planung und Statistik in Warschau und war seit 1969 Mitglied der Polnischen Vereinigten Arbeiterpartei (PVAP). 1987 bis 1989 bekleidete er den Posten des Ersten Parteisekretärs des Woiwodschaftskomitees der PVAP in Biała Podlaska. 1989 wurde er Minister für die Zusammenarbeit mit den Gewerkschaften. In dieser Funktion nahm er an den Runden-Tisch-Gesprächen teil, die Polen im selben Jahr von einer Volksrepublik in eine parlamentarische Republik überführten. Bei den daraufhin durchgeführten Wahlen zum Vertragssejm 1989 wurde er in das Parlament gewählt. Nach der Wende trat er 1990 der neu gegründeten Partei Sozialdemokratie der Republik Polen (SdRP) bei und war 1996 bis 1997 deren Vorsitzender.
Bei den Parlamentswahlen 1991, 1993, 1997 und 2001 wurde er für die SLD erneut in den Sejm gewählt. 1993 bis 1995 bekleidete Oleksy das Amt des Sejmmarschalls (Parlamentspräsident). 1995 wurde er Ministerpräsident Polens, trat 1996 jedoch zurück, weil er aufgrund von Angaben des Innenministers seiner Regierung, Andrzej Milczanowski, verdächtigt wurde, während des Realsozialismus ein Informant des sowjetischen Geheimdienstes gewesen zu sein. Oleksy bestritt die Vorwürfe. Doch stellte das polnische Verfassungsgericht 2010 fest, dass das gegen ihn zusammengetragene Beweismaterial sehr wohl die Anschuldigungen Milczanowskis rechtfertigte.
Ab 2001 war Oleksy als Vertreter des Bundes der demokratischen Linken (Sojusz Lewicy Demokratycznej, SLD), in dem die SdRP mittlerweile aufgegangen war, Vorsitzender der Europakommission des Sejms und 2004 bis 2005 erneut Sejmmarschall. Er trat von seinem Amt zurück, da ein Gericht es als erwiesen sah, dass er zwischen 1970 und 1978 als inoffizieller Mitarbeiter für den polnischen Militärgeheimdienst tätig gewesen war. Sein Nachfolger im Amt wurde der bisherige Außenminister Włodzimierz Cimoszewicz. Oleksy bestritt die gegen ihn vorgebrachten Vorwürfe.
2003 bis 2004 war Oleksy stellvertretender Vorsitzender des Bundes der demokratischen Linken und 2004 bis 2005 kurzzeitig dessen Vorsitzender, bis die gesamte Parteiführung nach einem innerparteilichen Konflikt geschlossen zurücktrat.  Bei der Parlamentswahl 2005 kandidierte er nicht erneut für den Sejm, sondern bewarb sich um ein Mandat im Senat der Republik Polen, wurde aber nicht gewählt. Ende März 2007 trat Oleksy aus der SLD aus, um einem Parteiausschlussverfahren zuvorzukommen. Grund war der an die Öffentlichkeit geratene Inhalt einer Tonaufnahme, auf der er sich während eines privaten Besuches bei dem Unternehmer Aleksander Gudzowaty herabsetzend über Parteifreunde, unter anderem über den früheren Staatspräsidenten Aleksander Kwaśniewski sowie den damaligen Parteichef Leszek Miller, geäußert hatte. 2010 trat er der Partei wieder bei und war von 2012 an bis zu seinem Tod wieder stellvertretender Vorsitzender.